# Ludy tubylcze
Ludy tubylcze (ang. indigenous peoples) – pojęcie pozbawione uniwersalnej, powszechnie przyjętej definicji. Może się odnosić do każdej grupy etnicznej zamieszkującej region geograficzny, z którym grupa ta posiada najwcześniejszy historycznie związek. Najszerzej akceptowana definicja głosi, że są to ludy, których przodkowie zamieszkiwali dane terytorium, zanim pojawiło się na nim państwo.

## Definicje

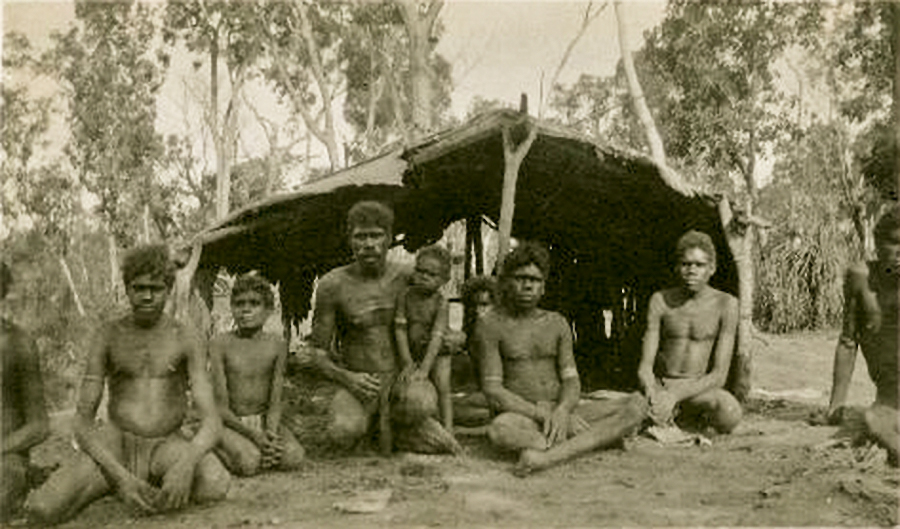
Aborygeni australijscy, wyspa Groote Eylandt (ok. 1933)

Różne organizacje międzynarodowe, w tym Organizacja Narodów Zjednoczonych, Międzynarodowa Organizacja Pracy i Bank Światowy, wypracowały własne, bardziej szczegółowe i szeroko akceptowane, sposoby rozumienia tego pojęcia.
Opierając się na powyższych ustaleniach, można stwierdzić, iż pojęcie ludy tubylcze obejmuje grupy kulturowe (i ich potomków), które cechuje kontynuacja kulturowa oraz związek z określonym regionem (lub częściami regionu) i które w przeszłości zamieszkiwały – lub do chwili obecnej zamieszkują – dany region:
- przed jego późniejszą kolonizacją lub aneksją; lub
- razem z innymi grupami kulturowymi w okresie tworzenia na jego terenie państwowości; lub
- niezależnie lub w sposób w znacznym stopniu izolowany od wpływów organizmów i władz państwowych.

Ponadto, grupę taką winna charakteryzować przynajmniej częściowa odrębność językowa, kulturowa i społeczna (organizacyjna), odróżniająca ją od grup sąsiadujących i dominującej kultury państwowej. Uwzględnianym zwykle kryterium dodatkowym jest także samoidentyfikacja grupy jako grupy tubylczej oraz uznawanie jej za taką przez inne grupy.
Terminami pokrewnymi, stosowanymi w określonych regionach lub kontekstach, są: ludy rdzenne, autochtoni (z greckiego: z tej ziemi), aborygeni, Pierwsze Narody, Czwarty Świat i inne. Ze względu na ich ograniczony zasięg – lub pejoratywne czasem konotacje – preferowane jest zwykle, m.in. w ramach systemu ONZ, pojęcie ludy tubylcze.

## Liczebność i charakterystyka

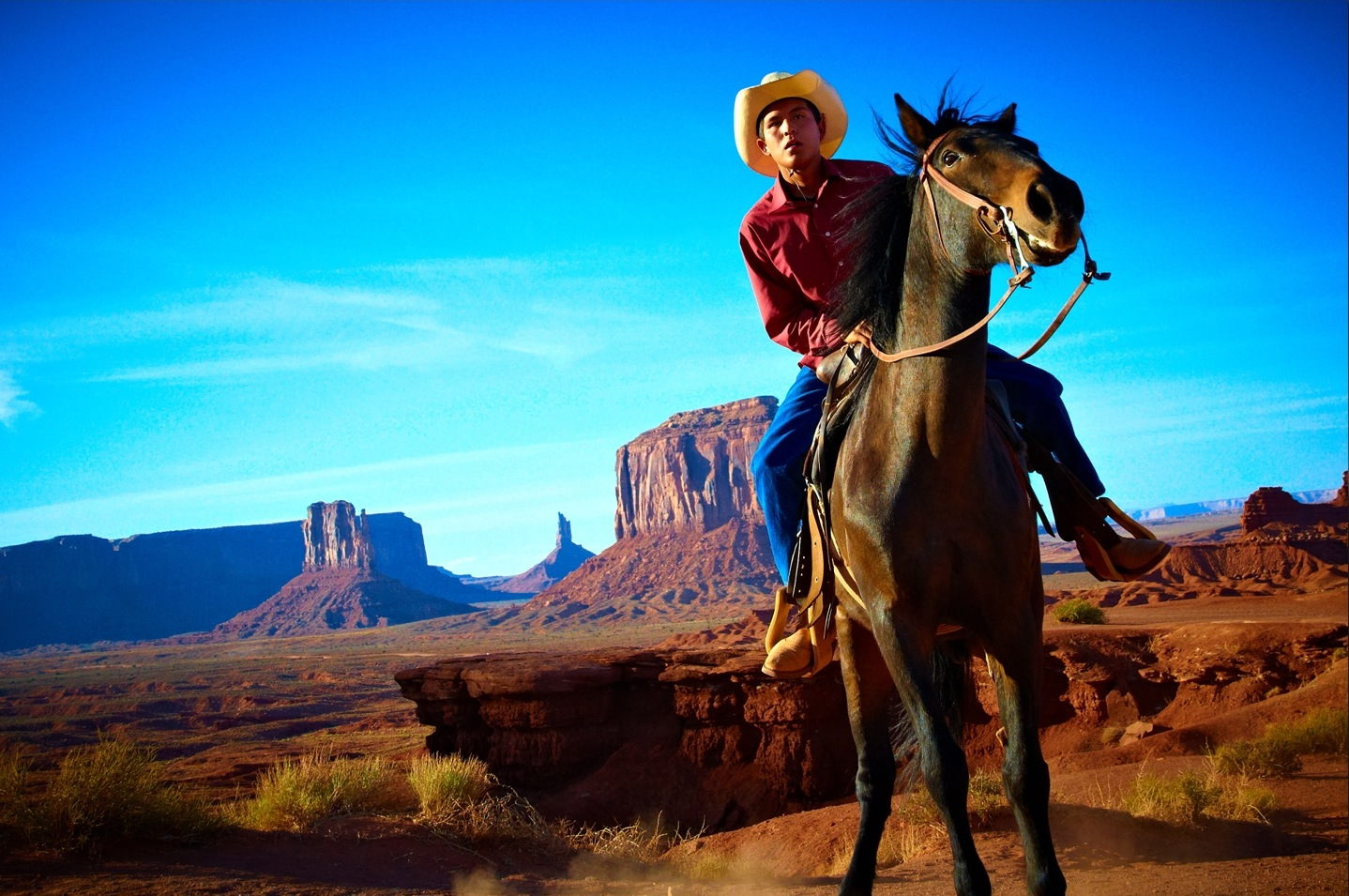
Indianin Nawaho na koniu w Monument Valley (Arizona)

Statystyki dotyczące liczebności ludów tubylczych różnią się w zależności od przyjętych kryteriów szczegółowych, dokładności badań i rodzaju źródeł danych (np. rządowych lub pozarządowych). W systemie ONZ przyjmuje się, iż pojęcie to mogło na początku XXI w. obejmować ponad 350 milionów ludzi z ponad 70 krajów świata i min. 5000 odrębnych grup etnicznych (czyli blisko 6% ludności świata).
Wśród ludów tubylczych są takie, które w znacznym stopniu podlegały procesom kolonizacji lub ekspansji innych społeczeństw (np. Majowie z Ameryki Środkowej czy Jorubowie z Afryki Zachodniej), ale i takie, które nadal żyją w stosunkowo dużej izolacji od wpływów zewnętrznych (np. Jarawa z Andamanów czy Janomami z Amazonii).
Poszczególne grupy tubylcze mogą różnić się znacznie liczebnością (i liczyć od kilkudziesięciu osób do kilkuset tysięcy i więcej), a w ostatnich dziesięcioleciach liczebność wielu z nich spadała (nierzadko dramatycznie) i ich istnienie w różnych częściach świata bywa nadal zagrożone (a niektóre giną lub ostatnio wyginęły). Sytuacja wielu innych grup jest jednak obecnie ustabilizowana (i – przynajmniej do pewnego stopnia unormowana prawnie), a niektóre ludy tubylcze dynamicznie się rozwijają (choć – na skutek trwających migracji, przymusowych przesiedleń, nacisku innych grup i zmian społeczno-ekonomicznych – nie zawsze na swoich „tradycyjnych” terytoriach).
Charakterystyczną cechą większości ludów tubylczych – choć występującą dziś w zróżnicowanym stopniu – jest ich historyczna zależność od gospodarki opartej na samowystarczalności (subsystencji) – bywa to hodowla, ekstensywne rolnictwo, myślistwo, rybołówstwo lub zbieractwo. Typowe są też życie w społecznościach niezurbanizowanych (lub zurbanizowanych tylko częściowo), przywiązanie do tradycyjnych terytoriów (chociaż część ludów tubylczych to nomadzi) i form organizacji społecznej (plemię, klan).

## Prawa ludów tubylczych
Ludy tubylcze zamieszkują wszystkie strefy klimatyczne i kontynenty. Niezależnie od tego napotykają na podobne problemy, związane ze swoim statusem, kontaktami z państwami i innymi grupami etnicznymi oraz zmianami w środowisku. Problemy te dotyczą, między innymi, zachowania ich kultur, języków i religii, praw własności do ziemi, wody i bogactw naturalnych na ich tradycyjnych terytoriach, formalnego uznania lub praktycznej realizacji ich praw do autonomii i samorządu, niszczenia środowiska i starych struktur społecznych, ubóstwa, niedostatecznej oświaty i opieki zdrowotnej, dyskryminacji oraz innych naruszeń ich praw podstawowych, ekonomicznych i kulturalnych.
Kontakty między społecznościami tubylczymi i nietubylczymi na przestrzeni dziejów były złożone i zmienne – od wzajemnego poznawania, współpracy oraz wymiany handlowej i kulturowej po rywalizację, wrogość i otwarte konflikty. Sprawy te – począwszy od fazy pierwszych kontaktów i odkryć geograficznych, przez całą gamę procesów historyczno-kulturowych w różnych regionach świata, aż po sytuację i problemy ludów tubylczych w świecie współczesnym – badają antropologia, socjologia i inne nauki społeczne.

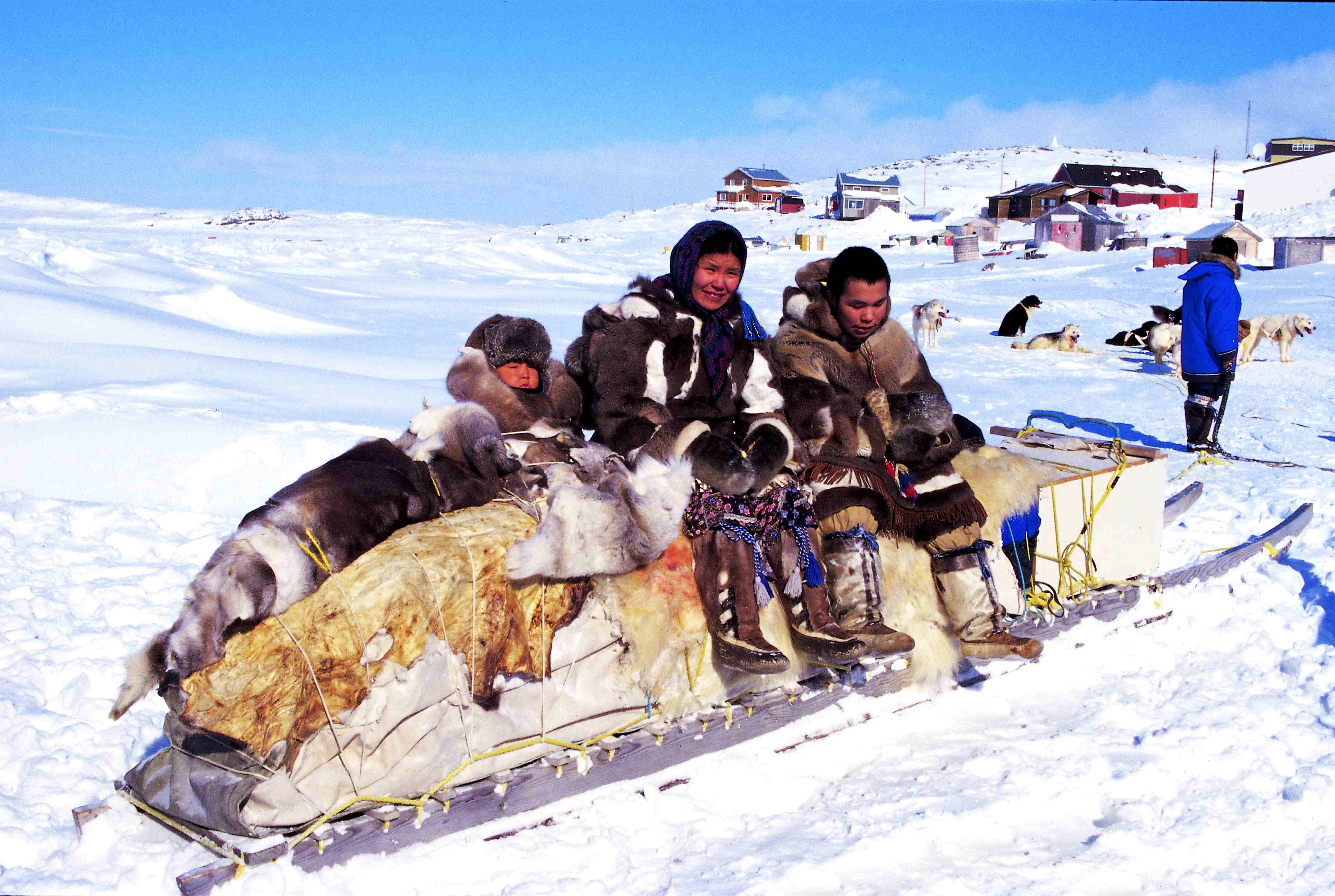
Inuici na tradycyjnym qamutik (psi zaprzęg) w Cape Dorset (Kanada)

Obecnie poszczególne państwa rozmaicie regulują status ludów tubylczych zamieszkujących na ich terytorium. Czasem są to konstytucyjne gwarancje autonomii o różnym zakresie, kiedy indziej – szczególne uregulowania prawne niższego rzędu. Niektóre rządy z różnych przyczyn zaprzeczają istnieniu ludów tubylczych na terytorium danego państwa i odmawiają formalnego potwierdzenia ich praw (co bywa powodem niepokojów wewnętrznych w tych krajach i przedmiotem troski społeczności międzynarodowej).
W ostatniej ćwiartce XX w. rosnące zainteresowanie środowisk prawniczych, politycznych i humanitarnych (w tym samych tubylczych grup i ich przedstawicieli oraz organizacji pozarządowych) zaczęły wzbudzać kwestie dotyczące praw indywidualnych tubylców i całych ludów tubylczych oraz ich statusu międzynarodowego. Od 1977 r. są one m.in. przedmiotem międzynarodowych konferencji oraz obrad i negocjacji w ramach systemu ONZ. Problematyka ludów tubylczych omawiana jest podczas dorocznych sesji powołanej w 1982 r. Grupy Roboczej ds. Ludów Tubylczych (WGIP, działającej w ramach Podkomisji ds. Promocji i Ochrony Praw Człowieka w Radzie Praw Człowieka) oraz stanowi przedmiot działalności powstałego w 2000 r. Stałego Forum ds. Ludów Tubylczych (PFII, ciała doradczego Rady Gospodarczej i Społecznej).
W latach 1995–2004 państwa członkowskie ONZ obchodziły pierwszą, a w latach 2005–2014 drugą Dekadę Ludów Tubylczych. Natomiast 1993 był rokiem ludów tubylczych. Podstawowe prawa i wolności ludów tubylczych ma gwarantować opracowana w systemie ONZ przez specjalną podkomisję i przyjęta w 2007 Deklaracja praw ludów tubylczych.
Najważniejszym zagrożeniem dla ludności tubylczej jest postępująca akulturacja i różne formy dyskryminacji przez dominujące warstwy społeczne. Częstą przyczyną tego rodzaju problemów jest konflikt o zasoby – szacuje się, że ponad 60% światowych zasobów surowcowych i naturalnych zalega na obszarach zamieszkanych przez społeczności pierwotne. Konflikty tego typu stają się częstą przyczyną wysiedleń i marginalizacji ludności tubylczej w nowym miejscu zamieszkania.

### Instytucje
- Survival International
- Cultural Survival
- Rural poverty and indigenous peoples on Rural Poverty Portal, powered by IFAD
- IFAD and indigenous peoples (International Fund for Agricultural Development, IFAD)
- UN Permanent Forum on Indigenous Issues (UN PFII)
- Working Group on Indigenous Populations (WGIP)
- Office of the United Nations High Commissioner for Human Rights (OHCHR) – Indigenous peoples
- International Work Group for Indigenous Affairs (IWGIA)
- Development Gateway Indigenous Issues Topic Page
- Human Rights Internet – Indigenous issues
- Unrepresented Nations and Peoples Organisation
- European Network for Indigenous Australian Rights (ENIAR)
- Indigenous Peoples’ Center for Documentation, Research and Information (docip)
- IPS Inter Press Service

- Diplomacy Monitor – Indigenous Peoples. diplomacymonitor.com. [zarchiwizowane z tego adresu (2007-03-10)].
- UNESCO Actions in favour of Indigenous Peoples

### Studia tubylcze
- University of Burgundy (France) Indigenous Studies (Formation Peuples Autochtones)
- Center for World Indigenous Studies (CWIS)
- African Pygmies studies
- A History of Aboriginal Treaties and Relations in Canada